# The Fragile
The Fragile — третій студійний подвійний альбом гурту Nine Inch Nails, виданий в 1999 році.

## Огляд
«The Fragile» був записаний на Nothing Studios в Новому Орлеані.
Попри те, що The Fragile, як і The Downward Spiral, був високо оцінений критиками, з комерційної точки зору він не був такий же успішний (частково через нестачу промоушену з боку Interscope Records).
Над оформленням обкладинки альбому працював Девід Карсон (David Carson).

## Список композицій
Автор музики і слів Трент Резнор. 
| Лівий Диск | Лівий Диск                               | Лівий Диск |
| #          | Назва                                    | Тривалість |
| ---------- | ---------------------------------------- | ---------- |
| 1.         | «Somewhat Damaged» (Резнор, Денні Лонер) | 4:31       |
| 2.         | «The Day the World Went Away»            | 4:33       |
| 3.         | «The Frail»                              | 1:54       |
| 4.         | «The Wretched»                           | 5:25       |
| 5.         | «We're in This Together»                 | 7:16       |
| 6.         | «The Fragile»                            | 4:35       |
| 7.         | «Just Like You Imagined»                 | 3:49       |
| 8.         | «Even Deeper» (Резнор, Клоузер)          | 5:48       |
| 9.         | «Pilgrimage»                             | 3:31       |
| 10.        | «No, You Don't»                          | 3:35       |
| 11.        | «La Mer»                                 | 4:37       |
| 12.        | «The Great Below»                        | 5:17       |
| 54:51      |                                          |            |

| Правий Диск | Правий Диск                                                                                    | Правий Диск |
| #           | Назва                                                                                          | Тривалість  |
| ----------- | ---------------------------------------------------------------------------------------------- | ----------- |
| 1.          | «The Way Out Is Through» (Резнор, Кейт Хіллебрандт, Чарлі Клоузер)                             | 4:17        |
| 2.          | «Into the Void»                                                                                | 4:49        |
| 3.          | «Where Is Everybody?»                                                                          | 5:40        |
| 4.          | «The Mark Has Been Made» (Приблизно пів-хвилини з пісні "10 Miles High" використане як outro.) | 5:15        |
| 5.          | «Please»                                                                                       | 3:30        |
| 6.          | «Starfuckers, Inc.» (Резнор, Клоузер)                                                          | 5:00        |
| 7.          | «Complication»                                                                                 | 2:30        |
| 8.          | «I'm Looking Forward to Joining You, Finally»                                                  | 4:13        |
| 9.          | «The Big Come Down»                                                                            | 4:12        |
| 10.         | «Underneath It All»                                                                            | 2:46        |
| 11.         | «Ripe (With Decay)»                                                                            | 6:34        |
| 48:46       |                                                                                                |             |

## Учасники запису
| - Трент Резнор — вокал, гітара, віолончель, фортепіано, синтезатори, програмування, продюсер - Том Бейкер — мастеринг - Адріан Белью — гітара («Just Like You Imagined», «The Great Below», «Where Is Everybody?») - Хізер Беннет — бек-вокал - Клінтон Бредлі — програмування, технічний асистент Боба Езріна, програмування на стадії мастерингу - Buddha Boys Choir — хор, спів - Buddha Debutante Choir — бек-вокал - Ді Коулмен — бек-вокал - Чарлі Клоузер — програмування, синтезатори, ефекти - Мелісса Дейгл — бек-вокал - Пол ДеКарлі — програмування - Джером Діллон — ударні («We're in This Together») - Dr. Dre — асистент з мікшування («Even Deeper») - Боб Езрін — асистент по послідовності альбому - Майк Гарсон — фортепіано («Just Like You Imagined», «The Way Out Is Through», «Ripe (With Decay)») - Пейдж Хемілтон — гітара («No, You Don't») - Трейсі Хардін — бек-вокал - Лео Херрера — звукоінженер - Кейт Хіллебрандт — програмування, хор, sound Design - Денні Лонер — програмування ударних, атмосфера, синтезатори, гітара («Somewhat Damaged», «Just Like You Imagined», «The Great Below», «Complication») | - Клінт Менселл — хор - Алан Малдер — продюсер, звукоінженер, мікшування - Дейв Огілві — звукоінженер - Браян Поллак — звукоінженер - Стів Альбіні — звукоінженер - Елькін Райс — бек-вокал - Террі Райс — бек-вокал - Білл Ріфлін — ударні («La Mer») - Барбара Уілсон — бек-вокал - Леслі Уілсон — бек-вокал - Стів Дуда — програмування, хор, перкусія, скрипка - Ерік Едмонсон — хор - Черрі Холлі — труба («Pilgrimage») - Даг Айдлмен — хор - Маркус Лондон — хор - Деніз Мілфорд — вокал («La Mer») - Джуді Міллер — бек-вокал - Гері І. Ніл — бек-вокал - Метью Ніколс- бек-вокал - Крістін Періш — бек-вокал - Адам Персо — хор - Марта Превост — вокал - М. Габриэла Ривас — бек-вокал - Нік Скотт — хор - Родні Салтон — бек-вокал - Стефані Тейлор — бек-вокал - Найджел Вайзхэн — хор - Віллі — віолончель - Мейсон Кеммер — скрипка - Марта Вуд — бек-вокал |

## Чарти

### Альбоми
| Чарт (1999)                     | Позиція |
| ------------------------------- | ------- |
| Australian Albums Chart         | 2       |
| Austrian Albums Chart           | 14      |
| Belgium Albums Chart (Flanders) | 36      |
| Canadian Albums Chart           | 2       |
| Finnish Albums Chart            | 10      |
| French Albums Chart             | 27      |
| German Albums Chart             | 17      |
| New Zealand Albums Chart        | 28      |
| Norwegian Albums Chart          | 9       |
| Swedish Albums Chart            | 18      |
| UK Albums Chart                 | 10      |
| US Billboard 200                | 1       |

### Сингли
| Рік  | Пісня                         | Позиція | Позиція | Позиція  | Позиція | Позиція | Позиція | Позиція |
| Рік  | Пісня                         | US      | US Mod. | US Main. | AUS     | CAN     | NZ      | UK      |
| ---- | ----------------------------- | ------- | ------- | -------- | ------- | ------- | ------- | ------- |
| 1999 | «The Day the World Went Away» | 17      | —       | —        | 31      | 1       | 15      | —       |
| 1999 | «We're In This Together»      | —       | 11      | 21       | —       | —       | —       | 39      |
| 2000 | «Into the Void»               | —       | 11      | 27       | —       | 4       | —       | —       |
| 2000 | «Starfuckers, Inc.»           | —       | 39      | —        | —       | —       | —       | —       |